# Летопись Аскольда
«Летопись Аскольда» («Аскольдова летопись») — реконструируемая некоторыми исследователями древнерусская летопись, гипотетически написанная во времена правления киевских князей Аскольда и Дира. Сторонниками её существования были И. Е. Забелин, Б. А. Рыбаков и М. Ю. Брайчевский. Большинством современных исследователей «Аскольдова летопись» признаётся научной мистификацией.

## Гипотезы
О возможном существовании записей христиан на Руси при князе Аскольде впервые заговорил И. Е. Забелин в работе «История русской жизни с древнейших времён» за 1876 год. На такую идею его сподвигли записи в Никоновской летописи за 60-е годы IX века. Однако, И. Е. Забелина тогда исследователи не поддержали, а об его идее надолго забыли. Б. А. Рыбаков существенно развил эту идею в книге 1963 года «Древняя Русь: Сказания. Былины. Летописи», выделив записи из Никоновской летописи как принадлежавшие «Летописи Аскольда», тем самым удревнив летописание. Он считал, что в Никоновской летописи находятся восемь фрагментов этой летописи за период 867—882 годы. При этом, по мнению историка, Аскольдов летописец пользовался александрийско-болгарским счётом лет «от сотворения мира». Он также утверждал, что «Летопись Аскольда» носит на себе болгарское влияние.
М. Ю. Брайчевский вслед за Рыбаковым предпринял попытки реконструировать «Летопись Аскольда». Однако в свою реконструкцию он добавил не только восемь фрагментов, выделенные Б. А. Рыбаковым, но и ряд других. По мнению историка, книжники Ярослава Мудрого переделали летописные данные — перенеся события, связанные с Аскольдом, на князей Олега, Игоря, Владимира (войны и договоры с Византией, крещение и так далее). Основные идеи М. Ю. Брайчевского по аскольдовому летописанию были отражены в нескольких его работах. Реконструируемая им «Летопись Аскольда» была впервые издана в 1988 году в журнале «Киев» (переиздано в 2001 году, а в 2009 году был издан отрывок).
Следующим сторонником существования «Летописи Аскольда» в 1993 году выступил П. М. Сас. В «Катехизисе» 1627 года Лаврентия Зизания Сас, по его мнению, нашёл следы Аскольдова летописца. Однако автор выбрал для поиска летописания IX—X веков текст неисторического характера, а маленький отрывок, где говорится о четырёх крещениях Руси. П. М. Сас предполагал, что Лаврентию могли быть доступны источники (например, тексты «Неизвестного летописца»), информировавшие о христианизации Руси IX века, но до настоящего времени не дошедшие.

## Критика
К гипотезе И. Е. Забелина о существовании «Летописи Аскольда», реанимированной и развитой Б. А. Рыбаковым и М. Ю. Брайчевским, новейшие исследователи относятся скептически. По мнению П. П. Толочко, можно лишь предположить на основании анализа Никоновской летописи и «Повести временных лет», что во времена князя Аскольда или чуть позже в Киеве могли появиться одиночные записи. Но говорить об устойчивой летописной традиции в IX веке не приходится. В. М. Рычка утверждает, что реконструируемая М. Ю. Брайчевским «Летопись Аскольда» является «иллюзией источниковедческой реальности». Тем не менее, это яркий памятник общественно-политической мысли XX века. В. Я. Петрухин относит «Летопись Аскольда» к «романтическим» представлениям о дохристианском летописании на Руси.

## Издания
- Брайчевський М. Ю. Літопис Аскольда // Вибране (укр.). — Київ: Видавництво імені Олени Теліги, 2009. — Т. II. — С. 762—773. — ISBN 978-966-355-029-9.
- Брайчевський М. Ю. Літопис Аскольда: Відроджена пам'ятка дев'ятого століття (укр.) // Київ. — 1988. — № 2. — С. 146—170.
- Брайчевський М. Ю. Літопис Аскольда (укр.). — Київ: Український центр духовної культури, 2001. — С. 7—43.